# 이성윤 (1962년)
이성윤(李盛潤, 1962년 1월 6일~)은 대한민국의 검사 출신 국회의원이다. 제22대 국회의원이다.

## 학력
전주고등학교를 졸업하였다. 경희대학교 법과대학에서 법학 학사 학위를 취득하였고, 같은 대학교 대학원에서 법학 석사 학위를 받았다.

## 경력

### 검사
1991년 제33회 사법시험에 합격하였다. 1994년 제23기 사법연수원을 수료한 후 서울지방검찰청 검사로 임용되었다. 1996년 청주지방검찰청 충주지청 검사를 거쳐 1997년 서울지방검찰청 동부지청 검사로 재직하였다. 2000년에는 전주지방검찰청 군산지청 검사로 근무하였고, 2001년부터 법무부 법무심의관 겸 검사를 지냈다. 2003년 서울지방검찰청 동부지청 검사, 2005년 서울동부지방검찰청 부부장검사를 역임하였다.
2007년 전주지방검찰청 군산지청 부장검사를 시작으로, 2008년 광주지방검찰청 특수부장, 2009년 인천지방검찰청 마약 조직범죄수사부 부장검사 및 서울서부지방검찰청 형사5부 부장검사를 담당하였다. 2010년에는 서울중앙지방검찰청 금융조세조사2부 부장검사로 근무하였으며, 2011년 법무연수원 교수로 임명되었다. 2012년 서울동부지방검찰청 형사2부 부장검사를 거쳐 2013년 서울고등검찰청 검사로 재직하였다.
2014년 1월부터 2015년 2월까지 제47대 광주지방검찰청 목포지청장을 역임하였다. 2015년 2월부터 2017년 7월까지 금융위원회 조사기획관을 지냈으며, 2017년 8월 대검찰청 형사부장으로 보임되었다. 이후 2018년 6월 대검찰청 반부패부장, 2018년 7월 대검찰청 반부패강력부장을 역임하였다. 2019년 7월 법무부 검찰국 국장으로 자리를 옮겼고, 2020년 1월부터 2021년 6월까지 제61대 서울중앙지방검찰청 검사장으로 재직하였다. 2021년 6월 제53대 서울고등검찰청 검사장을 맡았으며, 2022년 5월부터 2024년 1월까지 법무연수원 연구위원으로 활동하였다.
2024년 4월 10일, 제22대 국회의원 선거에서 전북 전주시 을 지역구에 더불어민주당 후보로 출마하여 당선되며 초선 국회의원이 되었다. 2024년 5월부터 더불어민주당 전북특별자치도당 전주시 을 지역위원회 위원장을 맡고 있으며, 2024년 11월부터는 더불어민주당 이재명 대표 사회특보단 법률특보로 활동하고 있다. 2025년 6월부터 더불어민주당 원내부대표를 맡고 있다. 

## 의정 활동
2024년 4월 10일, 전주시 을 선거구에서 당선되었다.
- 2024년 5월 30일~: 제22대 국회의원(전북 전주시 을, 더불어민주당, 초선)
  - 2024년 6월~: 제22대 국회 전반기 법제사법위원회 위원

## 역대 선거 결과
| 실시년도 | 선거   | 대수 | 직책     | 선거구         | 정당         | 득표수   | 득표율          | 순위 | 당락 | 비고 |
| -------- | ------ | ---- | -------- | -------------- | ------------ | -------- | --------------- | ---- | ---- | ---- |
| 2024년   | 총선   | 22대 | 국회의원 | 전북 전주시 을 | 더불어민주당 | 74,038표 | \| \| 66.38% \| | 1위  |      | 초선 |
|          | 66.38% |      |          |                |              |          |                 |      |      |      |

## 소속 정당
| 소속 정당 | 소속 정당    | 소속 기간 | 비고      |
| --------- | ------------ | --------- | --------- |
|           | 더불어민주당 | 2024~현재 | 정계 입문 |

## 같이 보기
- 전주시 을
- 전주시의 국회의원
- 전주시 완산구의 국회의원